# Charles Théodore Millot

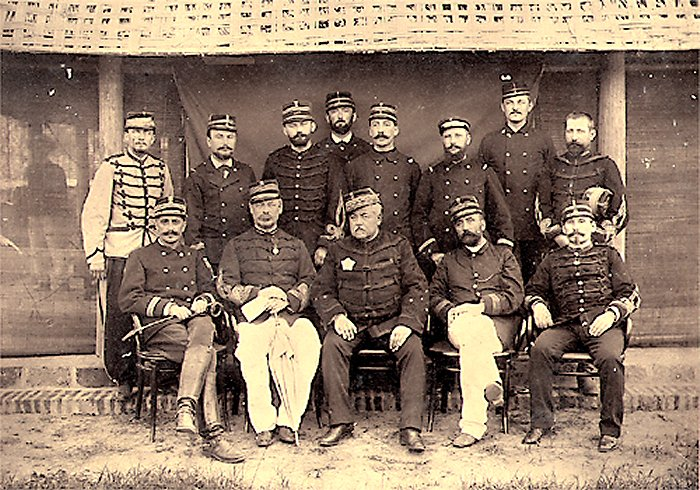
Tướng Charles Millot (người ngồi giữa, trên áo có đính ngôi sao) và bộ tham mưu tại Bắc Kỳ, Việt Nam.

Charles-Théodore Millot, sinh ngày 28 tháng 6 năm 1829 ở Montigny-sur-Aube và mất vào ngày 17 tháng 5 năm 1889 tại Angouleme, là một vị tướng người Pháp và đồng thời là chỉ huy của lực lượng viễn chinh Pháp tại Bắc Kỳ.

## Tiểu sử
Millot vào học Trường quân sự đặc biệt Saint-Cyr năm 1847 với mảng bộ binh cho chính quyền Napoleon III. Vào thời Đế chế, Millot tham gia chỉ huy quân Pháp bên chiến trường Trung Quốc. Sau thất bại ở trận Metz năm 1870, ông đầu hàng quân Phổ và sau đó nhanh chóng gia nhập quân đội Pháp với cấp bậc là sĩ quan chỉ huy của Trung đoàn Bộ binh số 57. Millot được thăng đại tá năm 1874 và làm tướng quân năm 1880
Năm 1882, ông được bổ nhiệm làm chỉ huy của Place de Paris và quân đoàn sông Seine

### Chiến dịch Việt Nam
Ngày 12/12/1883, tướng Millot được chính phủ Ferry cử ngay là Tổng chỉ huy quân đội Pháp ở Đông Dương thay thế Amédée Courbet. Trước khi sang Đông Dương, Millot được chính phủ Pháp cấp thêm khoản kinh phí từ Nghị viện là trên 30 triệu franc với số quân viễn chinh lên tới 6.500 người kéo sang. Đến Việt Nam, viện binh này họp với quân Pháp ở Bắc Kỳ (quân bộ: 9.300 người, thủy quân lục chiến: 1.000 người), 1.500 quân Nam triều (triều đình Huế), 488 sĩ quan, nâng tổng số lên 17.554 người. Tập hợp đầy đủ lực lượng, Millot bắt đầu tấn công trung tâm đề kháng mạnh nhất của quân ta ở Bắc Ninh